# 7087 Lewotsky
7087 Lewotsky eller 1991 TG4 är en asteroid i huvudbältet som upptäcktes 13 oktober 1991 av den amerikanske astronomen Eleanor F. Helin vid Palomar-observatoriet. Den är uppkallad efter Kristin och Gretchen Lewotsky.
Asteroiden har en diameter på ungefär 2 kilometer och den tillhör asteroidgruppen Hungaria.